# Elyse Knox
Elyse Knox, właśc. Elsie Lillian Kornbrath (ur. 14 grudnia 1917 w Hartford, zm. 15 lutego 2012 w Los Angeles) – amerykańska aktorka filmowa. Matka aktora Marka Harmona.

## Filmy
- Grobowiec mumii